# Nazionale maschile di beach soccer della Svezia
La nazionale di beach soccer della Svezia rappresenta la Svezia nelle competizioni internazionali di beach soccer. La squadra non è più attiva.